# Obeah

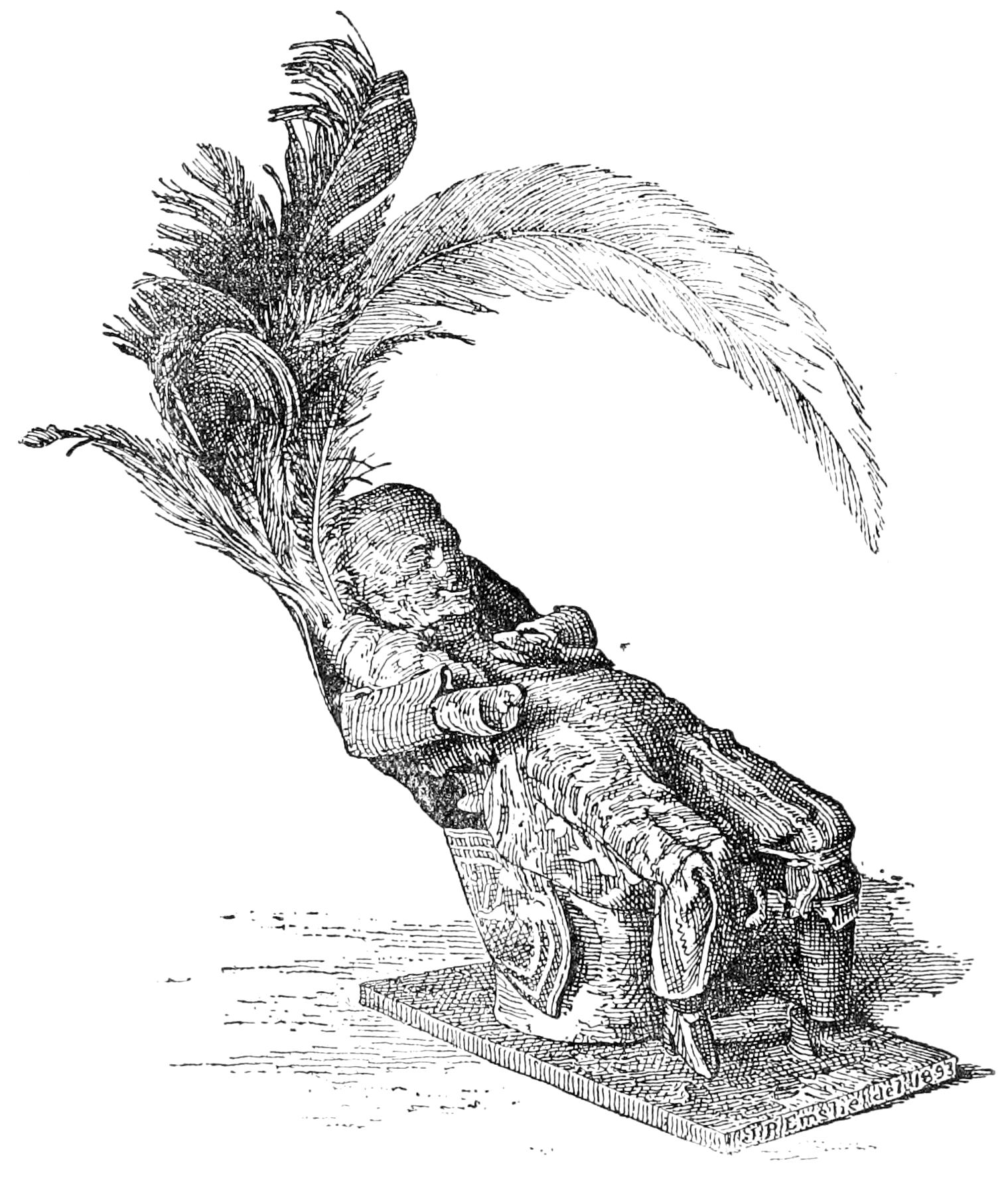
Kresba figurky používané při praktikování obeah

Obeah, též obi, obeya či obia, je afroamerické náboženství praktikované v Karibiku, především na Jamajce, ale také na Bahamách, Barbadosu, v Belize, v Grenadě, na Trinidadu a Tobagu a dalších. Zahrnuje především kult předků a různé magické techniky a je praktikováno spíše individuálně než kolektivně. Specialista na obeah se nazývá obiama nebo obiaman. Na rozdíl od podobných náboženství, jako je haitské vúdú, nemá obeah panteon božstev. To ho spojuje s húdú na jihu Spojených států, které se také vyvíjelo v převážně protestantském prostředí, které bylo nepřátelské vůči náboženské synkrezi. Obeah je často chápáno jako černá magie, podobné, ale pozitivněji chápané náboženství se na Jamajce nazývá myalismus.
Původ slova je nejasný, často je spojováno s výrazem obayifo „čarodějnice, kouzelník“ používaným v akanštině, jednom z hlavních jazyků Ghany. Také může souviset s bytostí zvanou obia, která v západoafrickém folkloru na příkaz čarodějnic krade děti. Africké kořeny obeah jsou spojeny především s ašantským a koromantiským náboženstvím, přineseným na otroky do Karibiku. Angličtí majitelé plantážníci ho spojovali se vzpourami otroků a v 17. století byl na Jamajce vydán první zákon, který ho výslovně zakazoval.